# Gabriel Ramanantsoa
Gabriel Ramanantsoa (13. april 1906 – 9. maj 1979) var en militærofficier i Madagaskar og præsident i 1972-75.
Ramanantsoa var militærofficier af karriere og blev udnævnt premierminister af Madagaskar i maj 1972. Da præsident Philibert Tsiranana måtte trække sig tilbage i oktober blev Ramanantsoa præsident. I februar 1975 træder han selv tilbage og bliver afløst af indenrigsministeren, oberst Richard Ratsimandrava.